# École de management de Normandie
Az École de management de Normandie egy európai felsőoktatási intézmény, amely az üzleti tudományok terén nyújt posztgraduális képzést. Öt campusa van, Párizsban, Le Havreban, Caenban, Oxfordban és Dublinban. 1871-ben alapították.
2019-ben az EM Normandie a Financial Times rangsora szerint a legjobb 81 európai üzleti iskola között szerepelt.
Az iskola programjai EPAS, EQUIS és AACSB hármas akkreditációval rendelkeznek. Az intézmény legismertebb végzősei közé olyan személyiségek tartoznak, mint Patrick Bourdet (a Areva Med igazgatója) és Frédéric Daruty de Grandpré (a 20 Minutes igazgatója).

## Külső hivatkozások
- Hivatalos oldal